# Bactrocera melanothoracica
Bactrocera melanothoracica
 es una especie de insecto díptero que Drew describió científicamente por primera vez en 1989. Bactrocera melanothoracica pertenece al género Bactrocera de la familia Tephritidae. 